# 末寺
末寺（まつじ）とは、本山の支配下にある寺院のことを指す。江戸時代の本末制度成立以前においては、今日とはやや違った意味を持っている。

## 概要
本末制度成立以前においては、その寺院を創建した発起者（本願主）の意向や、創建あるいは再興した僧侶の所属する宗派・法流に基づく例が基本であったが、中には有力寺院が政治力（場合によっては軍事力や経済力）で周辺の中小寺院を屈服させて末寺化する場合もあった。
また、明治以前には神仏習合が行われていたことから、神社も末寺として扱われる場合もあった。極端な場合には他の宗派の寺院を強制的に末寺化する場合もあった。
従って、江戸時代以前の本末関係は非常に複雑である。宗派・法流の枠組みの中で本山が末寺の別当などの役職を補任するという後世に続く強い関係を有するものもあれば、末寺の荘園や布施などによる収入の一部を上納させて本山財政に寄与させる経済的つながりを主体とした関係もあり（特に他宗派寺院・神社を末寺とする場合には、従来の宗派を維持する保障として上納を求めた）、全くの形式的なものに留まる関係など様々であった。

## 本末相論
本山と末寺が遠距離を隔てていたり、利害関係での対立、そして宗派が異なる場合などには末寺が本山からの自立を画策したり、逆に本山側が末寺に対する地位・権利の確認を求める本末相論が発生した。
有名なのは延暦寺であり、特に京都市中及びその周辺部にあった祇園社や青蓮院などを傘下に納めて莫大な上納収入を獲得し、その経済力に支えられた権力を背景に更なる基盤の強化を図った。
延暦寺は他宗派の有力寺院の末寺化を目的とした本末相論を度々起こし、鎌倉時代には仁和寺を末寺であると主張（「我慢抄」）し、室町時代には文安の麹騒動で北野天満宮を、同じく寛正の法難で本願寺を屈服させて延暦寺の末寺であることを認めさせた。
更に戦国時代には京都の日蓮宗寺院21本山に対して末寺になるように要求して拒絶されると、日蓮宗宗徒と比叡山西塔の僧侶の宗論を口実にこれらの寺院を焼き払った（天文法華の乱）。
だが、その延暦寺もかつて平安時代後期に興福寺より朝廷に対して延暦寺を末寺と認めるように訴えが出されたことがあった。また、この他にも東大寺が東寺・醍醐寺を末寺とする訴えを起こすなど、朝廷や幕府、更に宗派間を超えた論争が引き起こされた。
江戸幕府が本末制度を定めて他宗派間の本末関係を清算することに努めた背景には、こうした本末論争が大規模な政治・宗教対立に発展することを防ぐ意図があった。